# Xie Fuzhi
Xie Fuzhi var en kinesisk militär och minister för offentlig säkerhet som hade stort inflytande i Kinas kommunistiska parti under kulturrevolutionen.
Xie gick med i Kinas kommunistiska parti 1931 och under det kinesiska inbördeskriget var han politisk kommissarie i Folkets befrielsearmé under Deng Xiaoping.
Xie var medlem i Centralkommittén i Kinas kommunistiska parti från 1956 fram till sin död. År 1959 efterträdde han Luo Ruiqing som minister för offentlig säkerhet, en ställning som han innehade fram till sin död 1972. Från 1969 var han också ordinarie ledamot i politbyrån. Hans inflytande steg under kulturrevolutionen och 1967 blev han ordförande i den revolutionära kommittén i Peking som hade tagit över makten från stadens borgmästare Peng Zhen. 
Xie är särskilt känd för sin roll under den s.k. "Wuhan-incidenten" i juli 1967. Som minister för allmän säkerhet sände Zhou Enlai honom till Wuhan för att lösa en kris där under sommaren 1967. I Wuhan hade trupper ur Folkets befrielsearmé, som vara lojala till den regionale befälhavaren Chen Zaidao, under en längre tid givit sitt stöd till s.k. konservativa Rödgardister som hade etablerat kontroll över staden. Xies uppgift var beordra Chen att i stället ge sitt stöd till radikala rödgardister, men Chen avvisade detta. Den 20 juli greps Xie och ytterligare en emissarie från Beijing av aktivister lojala till Chen och hölls kortvarigt i fångenskap. Han släpptes inte förrän Chen hade övertygats om centralregeringens beslutsamhet att slå ned myteriet.
Xie avled av cancer 1972 och blev postumt föremål för sanktioner sedan De fyras gäng arresterats 1976. Bl.a. uteslöts han postumt ur kommunistpartiet 1980 och hans roll i kulturrevolutionen fördömdes av partiets Centralkommitté.